# طارق يحيى
طارق محمد يحيى عبد الحميد، لاعب كرة قدم مصري دولي من مواليد مدينة قلين في 10 سبتمبر 1961م، لاعب نادي الزمالك المصري والنجمة اللبناني ومنتخب مصر السابق، ومدرب حاليًا.

## مسيرته الكروية

### بداياته
بدأ لعب الكرة في سن متأخرة 19 عامًا عندما انضم لنادي زمالك قلين ولم يمض عام واحد حتى لعب الزمالك أمام زمالك قلين في كفر الشيخ واستغل طارق الفرصة وسجل هدفين في مرمى الزمالك وتم الانتقال سريعًا ووقع على كشوف الناشئين تحت إشراف أحمد مصطفى الذي رشحه فيما بعد للمدرب الإنجليزي مايكل إيفرت وكان مديرًا فنيًا للزمالك وقتها.

### الزمالك
شارك طارق لأول مرة أمام المنصورة في كأس مصر وفاز الزمالك بأربعة أهداف نظيفة، وفرض طارق نفسه بين نجوم الزمالك في ذلك الوقت، وكان ثاني هدافي الزمالك في هذا العصر بعد جمال عبد الحميد، وكانت المباراة التي حققت شهرة طارق يحيى الجناح الأيسر أمام إسكو عام 1982 وفاز الزمالك بنصف دستة أهداف وكان نصيبه منها ثلاثة أهداف، واشتهر طارق بالإجادة أمام الأهلي فهو الذي أحرز الهدفين في مباراة انتهت بالتعادل بهدفين، وأحرز مع الزمالك بطولة الدوري أعوام 1984 و1988 و1992 وكاس أفريقيا 1984 و1986، وسجل هدف الفوز في مرمى الاتحاد في نهائى كأس مصر 1988 وفي نفس العام فاز الزمالك بالبطولة الأفروأسيوية.

### النجمة اللبناني
انتقل للنجمة سنة 1992 ولعب معهم موسمًا واحدًا برفقة زميله حمادة عبد اللطيف (الحاوي) وتحت اشراف المدرب الراحل المصري عصام بهيج. وقد كان موسماً ناجحًا له تألق خلاله وأحرز عدة أهداف رائعة لا تنسى قبل أن يعود إلى مصر.

### مع المنتخب المصري
ساهم في فوز مصر ببرونزية البحر المتوسط وكأس أفريقيا 1986، وكان ضمن قائمة الفريق الذي مثل مصر في كأس العالم بإيطاليا 1990، لكنه لم يشارك في أي مباراة.

## اعتزاله
عقب الفوز بالدوري 1993 قرر اعتزال اللعب بعد مسيرته مع الفريق والتي أحرز خلالها مع الفريق العديد من البطولات.[بحاجة لمصدر]

## مسيرته التدريبية
عمل مدربًا في عدة أماكن قبل أن يقع عليه الاختيار للجهاز الفني للفريق لفريق الاتصالات الذي نجح معه في البقاء في دوري الدرجة الممتازة، ونادي غزل المحلة ونادي الزمالك (مساعد مدرب) عام 2002-2003 ونادي الإسماعيلي ونادي طلائع الجيش ونادي المصري البورسعيدي ونادي مصر المقاصة.

## روابط خارجية
- طارق يحيى على موقع الاتحاد الدولي (مؤرشف)  (الإنجليزية)
- طارق يحيى على موقع قاعدة بيانات كرة القدم.إي يو (الإنجليزية)
- طارق يحيى على موقع ناشيونال فوتبول تيمز (الإنجليزية)
- طارق يحيى على موقع عالم كرة القدم.نت (الإنجليزية)